# Valduggia
Valduggia är en ort och kommun i provinsen Vercelli i regionen Piemonte, Italien. Kommunen hade 1 959 invånare (2018).